# 森川莫臣
森川 莫臣（もりかわ ひろおみ）は、日本の実業家。京都トヨタ自動車代表取締役社長、彌榮自動車株式会社取締役、ヤサカ観光バス株式会社取締役、東京ヤサカ観光バス取締役、京都府自動車販売店協会会長、日本自動車連盟（JAF）京都支部長などを務める。黄綬褒章、京都府暴力追放功労表彰、交通栄誉章緑十字金章受章。

## 人物・経歴
1971年一橋大学商学部卒業。京都トヨタ自動車代表取締役社長を経て、同社取締役会長。
2007年春の褒章で黄綬褒章を受章。2010年京都府自動車販売店協会会長及び日本自動車販売協会連合会京都支部長に就任。2013年度京都府暴力追放功労表彰受賞。
京都府自動車販売店暴力対策協議会会長、社団法人如水会京都支部長、関西一橋クラブ幹事、日本自動車連盟（JAF）京都支部長なども務め、2018年には伊根町×JAF京都支部観光協定を締結した。